# István Hasznos

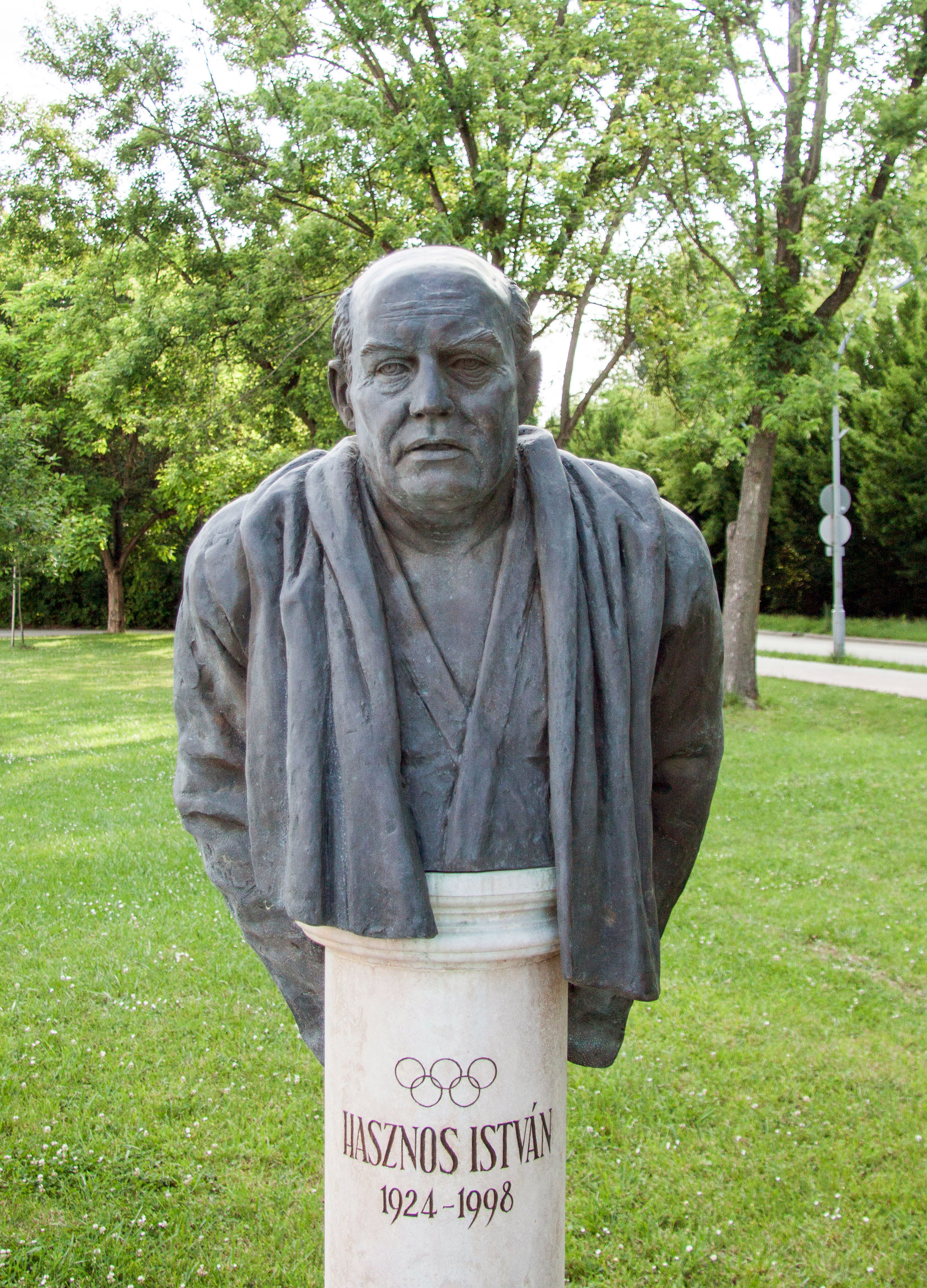
István Hasznos

István Hasznos (* 8. Dezember 1924 in Szolnok; † 7. Mai 1998 ebenda) war ein ungarischer Wasserballspieler, der 1952 Olympiasieger wurde.

## Karriere
István Hasznos spielte in seiner Jugend bei verschiedenen Vereinen in seiner Heimatstadt. Ab 1950 spielte er bei Szolnoki Dózsa, mit dieser Mannschaft wurde er bis 1961 fünfmal ungarischer Meister.
Bei den Olympischen Spielen 1952 in Helsinki gewannen die Ungarn ihr Auftaktspiel gegen Mexiko, wobei Hasznos vier Tore zum 13:4 beisteuerte. Sein zweites Spiel bestritt der Stürmer im Vorrundenmatch gegen Deutschland, hier warf er beim 9:1 drei Tore. In den meisten anderen Partien spielte György Kárpáti auf seiner Position, Auswechslungen gab es 1952 noch nicht. Die Ungarn spielten zweimal Unentschieden gegen die Jugoslawen und gegen die Niederlande, alle anderen Spiel gewannen sie. Am Ende des Turniers waren sie punktgleich mit den Jugoslawen und gewannen die Goldmedaille wegen der besseren Tordifferenz. Hasznos war bei keinem anderen Turnier im ungarischen Aufgebot und bestritt vermutlich nur die beiden Länderspiele in Helsinki.